# Ретроним
Ретроним је нови назив или име промењено након што је првобитно име почело да се користи за други објекат или за комбинацију новог објекта и претходно постојећег.
Дакле, ретроним је нпр. назив „акустична гитара“, који се појавио након проналаска електричне гитаре: сада реч „гитара“ значи и електричну и акустичну варијанту инструмента, али је пре означавала само акустичну гитару, јер је било нема других гитара.
Термин „Први светски рат“ појавио се тек после Другог светског рата, а пре њега Први светски рат је назван „Велики рат“ или „империјалистички рат“, а коришћени су и други називи.
Исто тако, чврсти диск се једноставно звао „диск“ пре проналаска дискета, а хокеј на трави се једноставно звао хокеј. Постскрипт је добио коментар „Ниво 1“ након објављивања Нивоа 2. Преносни механизам аутомобила почео је да се назива ручни мењач пошто су аутоматски мењачи ушли у употребу. Компјутерски миш је добио карактеристику "механички" појавом оптичких мишева. Оригинална верзија биоскопа сада је позната као „неми биоскоп” - то се догодило са развојем технологије за снимање звучног записа на филму.
Други пример ретронима је 41. председник САД Џорџ Буш, који се на енглеском обично помиње пуним именом – Џорџ Х. В. Буш (Џорџ  Херберт Валкер Буш), да га не би помешали са Џорџом Вокером Бушом, 43. председником САД. и његов син . У земљама руског говорног подручја обично се зову „Џорџ Буш старији“ и „Џорџ Буш млађи“.
Оригинални назив ТВ серије Звездане стазе, који се сада често користи за означавање франшизе и њених многобројних спин-офф-а.
Оригинални назив филма "Ратови звезда", који се сада често користи за означавање франшизе и њених многобројних спин-офф-а.
У технологији се број 1 често користи као ретроним, означавајући прву генерацију уређаја, ако су друга и наредне генерације назване бројевима, а прва без њих. На пример, паметни телефон Самсунг Галаки С се понекад незванично назива С1.
У војним пословима постоје случајеви када је неименовано оклопно возило после много година добило незванично ретро име, популаризовано кроз онлајн игрице. Тако шведски самоходни топ из 1939. године на бази тенка Л-120, изграђен у једном примерку, није имао име, али је сада познат као Пвлвв фм/42 (пансарварнславеттвагн - противтенковска самоходна кола) . Неименовани кинески самоходни топ на шасији тенкова Т-26 постао је познат као Т-26Г ФТ.